# Wintereinbruch in Mitteleuropa April 2016
Ende April 2016 ereignete sich im Mittfrühling ein heftiger verspäteter Wintereinbruch in Mitteleuropa, mit Schneefall von Südskandinavien bis in den Alpenraum. Mit bis zu einem halben Meter Schnee in den Niederungen kam es zu umfangreichen landwirtschaftlichen Schäden durch Spätfrost, Schneebruch, und Verkehrsbehinderungen. Insbesondere in Österreich erreichten Ernteverluste von zwei Dritteln im gesamten Obstbau des Jahres Schäden von über 200 Millionen Euro.

## Meteorologie
Ursache war ein mächtiges Tiefsystem über der Nordsee und Südskandinavien
(in Deutschland Theres/Uta/Viola genannt),
dessen Kaltfronten mehrere Tage lang
auf ein (unbenannt gebliebenes) Italientief aufliefen. Eine charakteristische Jetstream-Welle führte um ein Hoch bei Island tief nach Mitteleuropa, und zurück um ein Russlandhoch an das Weiße Meer. Die polare Kaltluft traf auf Warmluftmassen, mit lokal intensiven Schneefällen.
Betroffen waren im Besonderen Südnorwegen und der österreichisch-slowenische Südalpenraum. Die beiden Tiefkerne verschleppten zwischen ihren Fronten feuchte Luftmassen bis in den Ostseeraum, die ein kleinräumiges Tief über Oberitalien und der oberen Adria gegen die Ostalpen steuerte.
In Skandinavien gab es um den 24./25. April Schneefall und Hagelschauer am Skagerrak vom norwegischen Aust-Agder über Telemark, Vestfold, Oslo und die gesamte schwedische Westküste bis nach Lund, unweit Malmö und in Jütland bis Holstein.
Im Alpenraum verlagerte sich der Schneesturm von der Alpennordseite vom Schweizer Mittelland über das Allgäu und Oberbayern, Salzburg, Oberösterreich bis Niederösterreich
in die Zentralalpen mit Schnee bis in die Täler von Vorarlberg über Tirol, das Land Salzburg bis in die Obersteiermark  und Lawinengefahr in den Bergen. Betroffen waren Rheintal, Inn- und Salzachtal, steirisches Ennstal, besonders am Bodensee kam es durch den Lake-Effekt zu bis 30 cm Schnee.
Das typische Aufgleiten aus Südost, mit leichtem Zwischenföhn am Alpennordrand, führte anschließend in Südösterreich zu Schneegewittern und intensiven Schneefällen
bis in die slowenischen Regionen Kranjska und Koroška,
aber auch im Appennin.
Die Schneefallgrenze lag im ganzen Ostalpenraum bei zwischen 400 und 900 Meter (über 30 cm in Bad Eisenkappel, bis 15 cm in Klagenfurt am 28. auf 29.), im Nordappennin auf 600 (15 cm in Abetone am 25.).
Inneralpin sanken die Temperaturen am Ende des Ereignisses bis deutlich unter −10 °C (27./28. St. Michael im Lungau −12,5 °C, Samedan −10,2 °C).
Das letzte der Tiefs über Nordsee spaltete einen Kern ab (Viola II),
der über die Alpen in den Balkanraum zog. Vor diesem Höhentief setzte eine Föhnströmung ein, mit einem Temperatursprung am 30. April auf über +20 °C nördlich der Alpen,
dann aber wieder Schnee in Höhenlagen am 1. Mai.
Das Wettergeschehen verlagerte sich in das Mittelmeergebiet. In Nordwestitalien schneite es ebenfalls bis in die Tallagen (15 cm in Sestriere am 1.).
Heftige Regenfälle gab es im Adriaraum, insbesondere betroffen war neuerlich die Steiermark durch Südstau an den Alpen (bis 180 l/m² auf der Koralpe von 1. bis 3.).
Nach diesen winterlichen Verhältnissen stiegen die Temperaturen bis 5. Mai rasch und verbreitet wieder gegen +25 °C, wobei aber noch in der Nacht auf 6. Mai im Nordalpenraum Bodenfrost auftrat.

### Klimatologische Einstufung
Kälteeinbrüche
hatte es schon 7.–9. April
und 17./18. April gegeben,

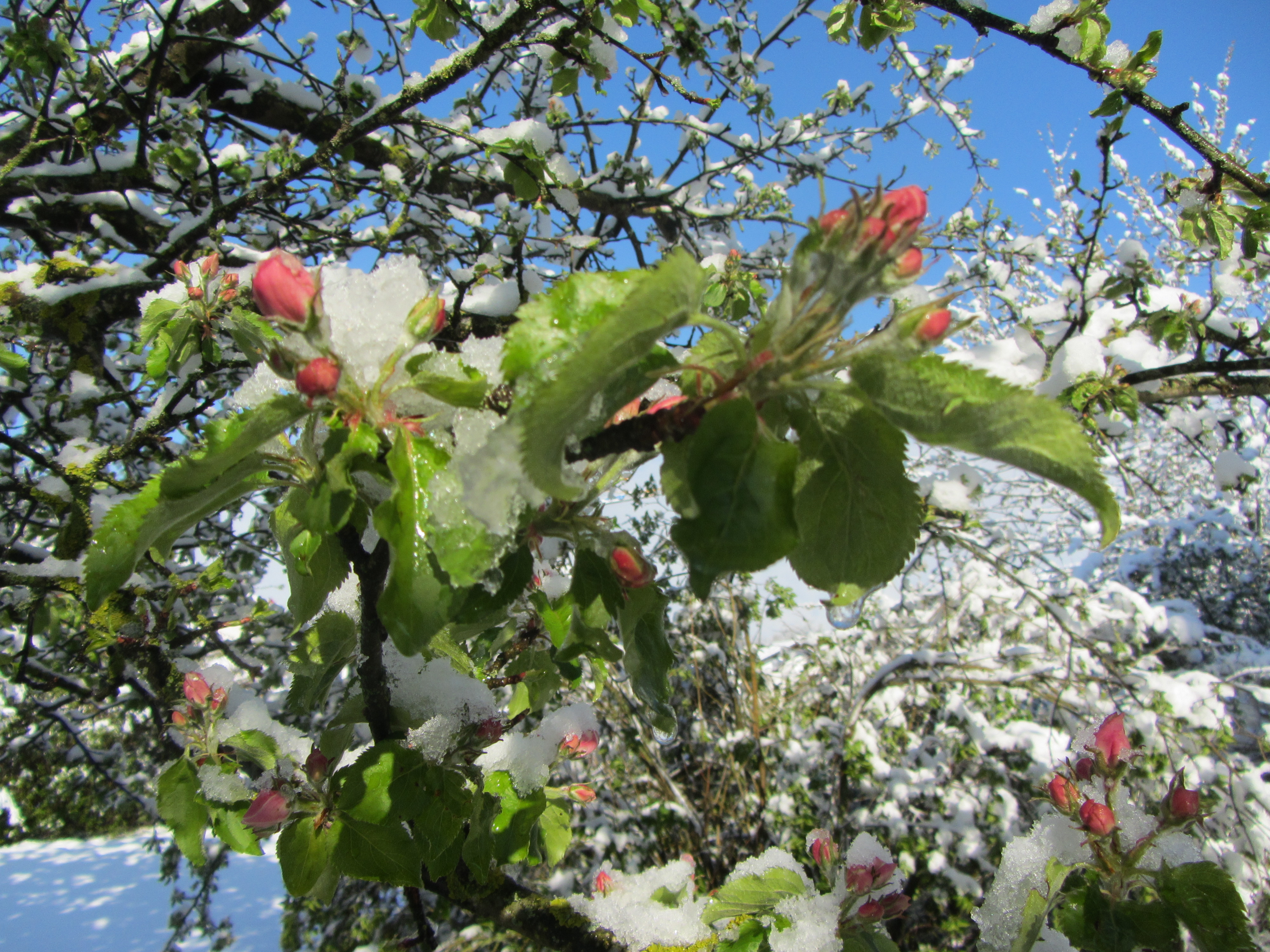
Eingeschneite Apfelblüte (Tannheim/Württemberg, 27. April)

mit Schnee bis in die Niederungen (Überflutungen in Nordwestrussland bis Westsibirien),
und dazwischen warme föhnige Südwestströmungen (Hitzewelle in Südosteuropa),
insgesamt typisches Aprilwetter in Mitteleuropa.
Die Singularität des Kälteeinbruchs zwischen Mittfrühling und Spätfrühling, wie sie auf die Systematik von Flohn zurückgeht, ist durch neuere Untersuchungen für 25.–27. April statistisch signifikant. Sie hat – anders als etwa die Eisheiligen – keinen traditionellen Namen, Lostag ist aber von alters her der Georgstag (23. April), für den es  bezogen auf den ritterlichen Drachentöter beispielsweise die Bauernregel „Georg kommt nach alten Sitten auf einem Schimmel [heißt: ‚Schnee‘] angeritten“ gibt.
Das Ereignis von 2016 zeigte sich besonders intensiv und „pünktlich“. Eine Schneedecke zu dieser Jahreszeit ist aber recht selten; so verzeichnete das Schweizer Mittelland zuletzt beim noch späteren Wintereinbruch 27. April 1985 Schnee (am Zürichberg), in Südösterreich hatte es das zuletzt 1997 gegeben. Auch in Slowenien kam so etwas so spät im Jahr seit 20 Jahren nicht mehr vor (doch war das Land 2014 von einem viel verheerenderen Eisregen betroffen gewesen). Insgesamt kommt so ein Ereignis – wenn auch nicht so spät und heftig – etwa alle knapp 10 Jahre vor, für Klagenfurt beispielsweise acht Mal in den letzten 50 Jahren eine Schneedecke von zumindest ein Zentimeter Höhe in der zweiten Aprilhälfte. So große Neuschneemengen in der zweiten Aprilhälfte gab es in den tiefen Lagen Kärntens zuletzt ebenfalls 1985 gegeben (45 cm in Bad Eisenkappel). Die Tiefsttemperaturen im Lungau waren ein neuer Rekordwert für die Jahreszeit seit Beginn der Messungen 1968.
In Skandinavien führte der Kälteeinbruch zu einer seltsamen Temperaturumkehr: Während der Süden winterlich war, verzeichnete der Norden mit einem Einbruch russischer Warmluft abnorm hohe Temperaturen. So verzeichnete Passvik in der Finnmark mit 18,1 °C einen neuen Aprilrekord der Region, auch Tromsø maß 17 °C. Von Nordfinnland bis Nordnorwegen herrschte durch die Dürre Gras- und Heidebrandgefahr, an der norwegischen Atlantikküste im Grenzbereich der Luftmassen verbreitet Lawinengefahr.
Das folgende Tiefsystem Xandrea/Yekaterina – mit einer unnormalen Zugbahn am Atlantik südwärts bis vor Spanien um den 7. Mai und dann Vb-artig nordostwärts über die Alpen – brachte Gewitter, Hagel und Tornado im westlichen Mittelmeerraum, starken Föhn im Alpenraum, und dann mit schweren Niederschlägen einen weiteren Kälteeinbruch für Zentraleuropa ebenso pünktlich zu den Eisheiligen 11.–15. Mai.
Der späte Wintereinbruch stand in besonderem Kontrast zu einem im Raum viel zu warmen und weitgehend schneearmen Winter. Mehrere Monate waren hintereinander die wärmsten oder gehörten zu den wärmsten, die je gemessen wurden. So hatte es in den betroffenen Gegenden Österreichs mit bis 23 °C schon im Februar und über 25 °C um Ostern Anfang April (27,2 °C in Lutzmannsburg im Burgenland, 5. April) extreme Tageshöchsttemperaturen gegeben.
Diese Wintermonate stehen in einer Serie abnormer Wärme, die Ende Frühjahr 2015 begann und zu etlichen extremen Hitzewellen führte. Diese Ereignisse werden im Zusammenhang mit dem El-Niño 2015/16 gesehen, welcher zusammen mit denen von 1982 und 1997 zu den Stärksten gehört, die jemals seit Beginn dieser Beobachtungen verzeichnet wurden.
Örtlich fiel während des April-Ereignisses in wenigen Tagen mehr Schnee als im gesamten Winter davor.

## Folgen
Verbreitet kam es zu Verkehrsbehinderungen, und schweren Unfällen. Im Südostalpenraum brach gebietsweise die Stromversorgung zusammen.
Die durch Frostschäden betroffenen landwirtschaftlichen Gebiete erstreckten sich von der französischen Weinbauregion Burgund (Chablis, Côte de Beaune, Loire), einigen Gebieten in Deutschland (Bayern; Rheinland-Pfalz: Mosel, Mittelrhein, Ahr; Sachsen), im Alpenraum von der Schweiz (insbesondere Bündner Herrschaft), bis Ostösterreich, Slowenien und die Westslowakei aber auch im Mittelmeerraum vom Languedoc über die italienischen Regionen Kampanien und Apulien bis Kroatien, wie auch in geringerem Umfang Tschechien, Ungarn und Polen.
Im Burgund war der Frostschaden im Wein vermutlich der Schlimmste seit 1981.

### Österreich
Vom Schnee betroffen war besonders Südösterreich. In Kärnten und der Steiermark kam es vom 26. auf 27. April mit bis zu einem Meter Schnee, einem halben Meter in den Niederungen, zu schwerem Schneebruch und umfangreichen Verkehrsbehinderungen. Verschärft wurde die Verkehrslage dadurch, dass die Frist für die Winterreifenpflicht schon ausgelaufen war und die meisten Autos schon mit Sommerreifen unterwegs waren. Daher wurde gebietsweise Schneekettenpflicht verordnet oder Straßen wurden gänzlich gesperrt. Ein Verkehrsunfall in Bad St. Leonhard forderte ein Todesopfer. In Graz und Umgebung kam es zu einem Eisregen, das City-Radeln, die Eröffnungsveranstaltung der Radfahrsaison, wurde abgesagt.
Zehntausende  Haushalte waren zeitweise ohne Strom.

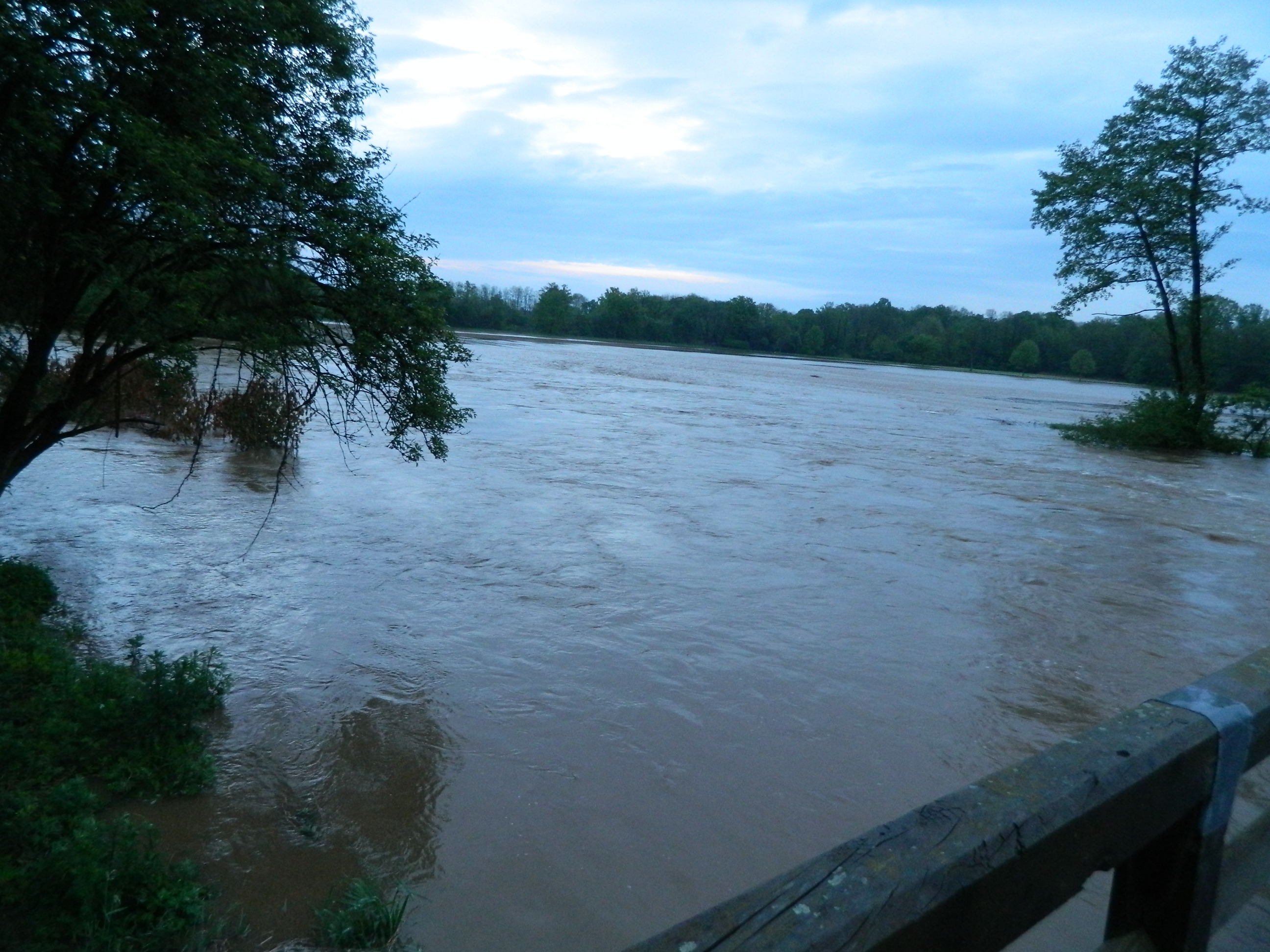
Sulm-Hochwasser bei Kaindorf, 2. Mai 2016

Nach dem Schnee setzten die schweren Niederschläge ein, mit bis zur doppelten üblichen Mai-Regenmenge im Raum. Überflutungen gab es in der Südweststeiermark, wo die Sulm und die Saggau aus den Ufern traten.
Das Schadereignis traf besonders den österreichischen Obstbau, der durch Unwetter und Trockenheit in den letzten Jahren, das Russland-Embargo
und das deswegen marktbeherrschende billige polnische Obst in einer Krise steckte.
Insbesondere wurden durch den Frost bis −6 °C und den Schneedruck zahlreiche landwirtschaftliche Kulturen geschädigt oder zerstört:
Betroffen waren hauptsächlich in der Steiermark und in Kärnten, aber auch im Burgenland, in Nieder- und Oberösterreich der Spargel, Kürbiskulturen, Weingärten, Obstkulturen wie Äpfel, Birne, Kirschen, Marillen und Zwetschken, Feldsaaten wie Raps und Mais, sowie Spezialkulturen wie Christbäume.
Auch die gegen den Frost gespannten Hagelnetze oder Folienhäuser mussten von den Feuerwehren von Schnee befreit werden oder wurden beschädigt.
Die Schadfläche betrug nach ersten Schätzungen 50.000 Hektar, das wären 80 Prozent der Gesamtanbaufläche von Obst, Gemüse und Wein in Österreich, mit 1.400 Schadensmeldungen binnen der ersten drei Tage. Die Gesamt-Jahresproduktion von Tafelobst betrug für 2016 nur ein Drittel eines Normaljahres (85.000 Tonnen 2016 zu bspw. 225.000 t 2012): Insbesondere Äpfel hatten 70 % Ausfall, Birnen und Steinobst die Hälfte, Marillen (gebietsweise bis zu Totalausfall schwankend) 40 %, Walnüsse erreichten überhaupt nur 10 % einer Normalernte.
Der Gesamtschaden wurde auf weit über 200 Millionen Euro geschätzt, davon 125 Mio. in der Steiermark.
Probleme wurden gesehen, weil der Katastrophenfonds für Schnee- und Frostschäden dieser Art nicht vorgesehen ist. Eine landwirtschaftliche Mehrgefahrenversicherung (die Hagelversicherung) auch für Frostschäden, was mit 2013 eingeführt worden war (in Folge der Frostnacht am 17./18. Mai 2012 mit rund 2.000 Hektar Schaden), wird insbesondere in der Steiermark kaum genutzt, weil Spätfröste so selten sind
Landwirtschaftsminister Rupprechter sagte die Mittel aus dem Katastrophenfonds aber ausdrücklich zu, eine unbürokratische Lösung wurde gesucht. Daher wurde vom Landwirtschaftsministerium (BMLFUW) eine Sonderrichtlinie zur Abfederung von außerordentlichen Schäden bei landwirtschaftlichen Kulturen aufgrund von Frost im Jahr 2016
herausgegeben. Nach dem Genehmigungsverfahren durch die EU-Kommission trat sie mit 15. September 2016 in Kraft.
Diese Richtlinie ist ein Entschädigungsmodell für „frostbedingte Einkommensverluste bei Obst-, Wein-, Erdbeer-, Hopfenkulturen und Kernobstjunganlagen“, auch für nichtversicherbare Schäden. Ersetzt werden Ernteverlust wie auch notwendige Neupflanzungen. Sie wurde mit 100 Mio. Euro dotiert, je zur Hälfte vom Bund (Mittel des Katastrophenfonds) und von den Ländern.

### Slowenien
In Slowenien kam es mit Schnee bis 25 cm bis 28. April im Bergland und zwischen Ljubljana und Maribor zu Schäden. Viele Verkehrsverbindungen waren unterbrochen, und es kam zu zahlreichen Unfällen. Mehrere tausende Haushalte waren durch Leitungsschäden nach Baumsturz und Lawinen ohne Strom. In den Bergen wurde die Lawinenwarnstufe 4 ausgerufen.
Besonders in der Pomurje in Ostslowenien gab es Frostschäden in der Landwirtschaft.